# Pro Bowl 2018
Der Pro Bowl 2018 war das All-Star Game der American-Football-Liga National Football League (NFL) in der Saison 2017. Er wurde am 28. Januar 2018, eine Woche vor dem Super Bowl LII, im Camping World Stadium in Orlando, Florida ausgetragen. Die Teams wurden von Mike Tomlin (AFC) und Sean Payton (NFC, New Orleans Saints) betreut. Als Legends Captains wurden LaDainian Tomlinson und Jason Taylor für die AFC, sowie Warrick Dunn und Derrick Brooks für die NFC ausgewählt.

## AFC-Kader

### Offense
| Position         | Starter                                                        | Reserve                                                           | Alternative                                                |
| ---------------- | -------------------------------------------------------------- | ----------------------------------------------------------------- | ---------------------------------------------------------- |
| Quarterback      | 12 Tom Brady, New England c                                    | 07 Ben Roethlisberger, Pittsburgh 17 Philip Rivers, LA Chargers b | 11 Alex Smith, Kansas City a 04 Derek Carr, Oakland        |
| Runningback      | 26 Le’Veon Bell, Pittsburgh                                    | 25 LeSean McCoy, Buffalo 27 Kareem Hunt, Kansas City              |                                                            |
| Fullback         | 46 James Develin, New England c                                |                                                                   | 45 Roosevelt Nix, Pittsburgh                               |
| Wide Receiver    | 10 DeAndre Hopkins, Houston b 84 Antonio Brown, Pittsburgh     | 13 Keenan Allen, LA Chargers 18 A. J. Green, Cincinnati b         | 13 T. Y. Hilton, Indianapolis a 14 Jarvis Landry, Miami a  |
| Tight End        | 87 Travis Kelce, Kansas City b                                 | 87 Rob Gronkowski, New England c                                  | 82 Delanie Walker, Tennessee a 84 Jack Doyle, Indianapolis |
| Offensive Tackle | 77 Taylor Lewan, Tennessee 78 Alejandro Villanueva, Pittsburgh | 72 Donald Penn, Oakland b                                         | 76 Russell Okung, LA Chargers                              |
| Offensive Guard  | 66 David DeCastro, Pittsburgh 70 Kelechi Osemele, Oakland      | 64 Richie Incognito, Buffalo                                      |                                                            |
| Center           | 53 Maurkice Pouncey, Pittsburgh                                | 61 Rodney Hudson, Oakland                                         |                                                            |

### Defense
| Position           | Starter                                                      | Reserve                                             | Alternative                                                                                       |
| ------------------ | ------------------------------------------------------------ | --------------------------------------------------- | ------------------------------------------------------------------------------------------------- |
| Defensive End      | 93 Calais Campbell, Jacksonville 99 Joey Bosa, LA Chargers b | 52 Khalil Mack, Oakland b                           | 54 Melvin Ingram, LA Chargers a 97 Cameron Heyward, Pittsburgh a 91 Yannick Ngakoue, Jacksonville |
| Defensive Tackle   | 97 Geno Atkins, Cincinnati 99 Jurrell Casey, Tennessee       | 97 Malik Jackson, Jacksonville                      |                                                                                                   |
| Outside Linebacker | 58 Von Miller, Denver 90 Jadeveon Clowney, Houston b         | 55 Terrell Suggs, Baltimore                         | 50 Telvin Smith, Jacksonville                                                                     |
| Inside Linebacker  | 57 C. J. Mosley, Baltimore                                   | 50 Ryan Shazier, Pittsburgh b                       | 53 Joe Schobert, Cleveland a                                                                      |
| Cornerback         | 20 Jalen Ramsey, Jacksonville 21 A. J. Bouye, Jacksonville   | 21 Aqib Talib, Denver 26 Casey Hayward, LA Chargers |                                                                                                   |
| Free Safety        | 32 Eric Weddle, Baltimore                                    |                                                     | 31 Kevin Byard, Tennessee                                                                         |
| Strong Safety      | 20 Reshad Jones, Miami                                       | 23 Micah Hyde, Buffalo b                            |                                                                                                   |

### Special Teams
| Position          | Starter                          | Alternative                   |
| ----------------- | -------------------------------- | ----------------------------- |
| Punter            | 06 Brett Kern, Tennessee         |                               |
| Kicker            | 09 Chris Boswell, Pittsburgh     |                               |
| Return Specialist | 10 Tyreek Hill, Kansas City      |                               |
| Special Teamer    | 18 Matthew Slater, New England c | 18 Brynden Trawick, Tennessee |
| Long Snapper      | 46 Clark Harris, Cincinnati      |                               |

## NFC-Kader

### Offense
| Position         | Starter                                                    | Ersatz                                                        | Alternative                                                                         |
| ---------------- | ---------------------------------------------------------- | ------------------------------------------------------------- | ----------------------------------------------------------------------------------- |
| Quarterback      | 11 Carson Wentz, Philadelphia c b                          | 03 Russell Wilson, Seattle 09 Drew Brees, New Orleans         | 16 Jared Goff, LA Rams                                                              |
| Runningback      | 30 Todd Gurley, LA Rams                                    | 22 Mark Ingram, New Orleans 41 Alvin Kamara, New Orleans      |                                                                                     |
| Fullback         | 44 Kyle Juszczyk, San Francisco                            |                                                               |                                                                                     |
| Wide Receiver    | 11 Julio Jones, Atlanta b 19 Adam Thielen, Minnesota       | 11 Larry Fitzgerald, Arizona b 13 Michael Thomas, New Orleans | 17 Davante Adams, Green Bay a 89 Doug Baldwin, Seattle a                            |
| Tight End        | 86 Zach Ertz, Philadelphia c                               | 88 Jimmy Graham, Seattle                                      | 82 Jason Witten, Dallas 82 Kyle Rudolph, Minnesota                                  |
| Offensive Tackle | 71 Trent Williams, Washington b 77 Tyron Smith, Dallas b   | 65 Lane Johnson, Philadelphia c                               | 77 Andrew Whitworth, LA Rams a 74 Joe Staley, San Francisco 76 Duane Brown, Seattle |
| Offensive Guard  | 70 Zack Martin, Dallas b 79 Brandon Brooks, Philadelphia c | 75 Brandon Scherff, Washington b                              | 70 Trai Turner, Carolina a 76 T. J. Lang, Detroit a 67 Larry Warford, New Orleans   |
| Center           | 51 Alex Mack, Atlanta                                      | 72 Travis Frederick, Dallas                                   |                                                                                     |

### Defense
| Position           | Starter                                                    | Ersatz                                                    | Alternative                                              |
| ------------------ | ---------------------------------------------------------- | --------------------------------------------------------- | -------------------------------------------------------- |
| Defensive End      | 90 DeMarcus Lawrence, Dallas 97 Everson Griffen, Minnesota | 94 Cameron Jordan, New Orleans                            | 72 Michael Bennett, Seattle                              |
| Defensive Tackle   | 91 Fletcher Cox, Philadelphia c 99 Aaron Donald, LA Rams b | 93 Gerald McCoy, Tampa Bay                                | 76 Mike Daniels, Green Bay a 98 Linval Joseph, Minnesota |
| Outside Linebacker | 55 Chandler Jones, Arizona 91 Ryan Kerrigan, Washington    | 55 Anthony Barr, Minnesota                                | 58 Thomas Davis Sr., Carolina                            |
| Inside Linebacker  | 59 Luke Kuechly, Carolina b                                | 54 Bobby Wagner, Seattle b                                | 45 Deion Jones, Atlanta a 58 Kwon Alexander, Tampa Bay a |
| Cornerback         | 21 Patrick Peterson, Arizona 29 Xavier Rhodes, Minnesota   | 23 Marshon Lattimore, New Orleans 23 Darius Slay, Detroit |                                                          |
| Free Safety        | 29 Earl Thomas, Seattle                                    |                                                           |                                                          |
| Strong Safety      | 21 Landon Collins, NY Giants b                             | 27 Malcolm Jenkins, Philadelphia c                        | 22 Keanu Neal, Atlanta 22 Harrison Smith, Minnesota      |

### Special Teams
| Position          | Starter                     | Ersatz                     |
| ----------------- | --------------------------- | -------------------------- |
| Punter            | 06 Johnny Hekker, LA Rams   |                            |
| Kicker            | 04 Greg Zuerlein, LA Rams b | 09 Graham Gano, Carolina a |
| Return Specialist | 10 Pharoh Cooper, LA Rams   |                            |
| Special Teamer    | 36 Budda Baker, Arizona     |                            |
| Long Snapper      | 44 Jake McQuaide, LA Rams   |                            |

a Ersatzwahl aufgrund eines Verletzten oder verhinderten Spielers
b Verletzter Spieler, wurde gewählt, nahm aber nicht teil
c Gewählt, durch die Teilnahme am Super Bowl LII jedoch nicht spielberechtigt

## Spieler je Team
| Team                 | Anzahl |
| -------------------- | ------ |
| Pittsburgh Steelers  | 10     |
| Jacksonville Jaguars | 6      |
| Los Angeles Chargers | 6      |
| Tennessee Titans     | 6      |
| Oakland Raiders      | 5      |
| New England Patriots | 4      |
| Kansas City Chiefs   | 4      |
| Baltimore Ravens     | 3      |
| Buffalo Bills        | 3      |
| Cincinnati Bengals   | 3      |
| Denver Broncos       | 2      |
| Houston Texans       | 2      |
| Indianapolis Colts   | 2      |
| Miami Dolphins       | 2      |
| Cleveland Browns     | 1      |
| New York Jets        | 0      |

| Team                 | Anzahl |
| -------------------- | ------ |
| Los Angeles Rams     | 8      |
| Seattle Seahawks     | 7      |
| Minnesota Vikings    | 7      |
| New Orleans Saints   | 7      |
| Philadelphia Eagles  | 6      |
| Dallas Cowboys       | 5      |
| Arizona Cardinals    | 4      |
| Carolina Panthers    | 4      |
| Atlanta Falcons      | 4      |
| Washington Redskins  | 3      |
| Green Bay Packers    | 2      |
| Detroit Lions        | 2      |
| San Francisco 49ers  | 2      |
| Tampa Bay Buccaneers | 2      |
| New York Giants      | 1      |
| Chicago Bears        | 0      |

## Schiedsrichter
Hauptschiedsrichter des Spiels war Walt Anderson. Er wurde unterstützt vom Umpire Tony Michalek, Down Judge Jim Howey, Line Judge Ron Marinucci, Field Judge Buddy Horton, Back Judge Jim Quirk und dem Side Judge Jabir Walker. Replay Official war Bill Spyksma.

## Übertragung
In den Vereinigten Staaten übertrugen ABC und ESPN den Pro Bowl. Kommentiert wurde das Spiel von Matt Hasselbeck, Sean McDonough und Lisa Salters. In Deutschland/Österreich übertrugen DAZN, Prosieben MAXX und ran.de den Pro Bowl.